# Malayopython timoriensis
Malayopython timoriensis es una especie de serpiente de la familia Pythonidae.

## Distribución geográfica
Es endémica de la isla de Flores (Indonesia) y la cercana Lembata; quizá en Timor.